# Gangani
Els gangani (grec Γαγγανοι), coneguts també com a concani, foren un poble de la costa occidental d'Irlanda (Ierne o Hibèrnia) esmentats pel geògraf Claudi Ptolemeu, qui els situa en el territori proper a la desembocadura del riu Shannon, entre els uterni al nord, els uellabori al sud, i els nagnatae.
Hi ha indicis de l'existència d'un grup amb el mateix nom al nord-oest de Gal·les, que Ptolemeu denomina Península de Lleyn el promontori dels Gangani (Γαγγανὤν ἄκρον).